# Mishon
Mishon Ratliff, noto come Mishon (Los Angeles, 3 febbraio 1993), è un cantante, compositore e attore statunitense.
Ha debuttato nel 2008 con il singolo Excuse Me Mama all'età di 15 anni. Molti fan pensavano che sarebbe diventato una hit, ma la canzone non ha ottenuto il successo commerciale che ci si aspettava. Nell'estate del 2009 è uscito il suo secondo singolo, Just a Kiss. Il brano è riuscito a raggiungere la 36ª posizione delle classifiche R&B/Hip-Hop. L'album di debutto, The Yearbook, è invece in uscita nel 2010.
Come attore è principalmente noto per il suo ruolo di Taylor "Tay" Sutton nella serie tv statunitense Lincoln Heights. È inoltre apparso in Soul Train e America's Most Talented Kid.

## Discografia

### Album
- The Yearbook (2010)

### Singoli
| Anno | Titolo         | Classifiche | Classifiche    | Album        |
| Anno | Titolo         | US Hot 100  | US R&B/Hip-Hop | Album        |
| ---- | -------------- | ----------- | -------------- | ------------ |
| 2008 | Excuse Me Mama | -           | -              | The Yearbook |
| 2009 | Just a Kiss    | -           | 36             | The Yearbook |
| 2010 | Turn It Up     | -           | -              | -            |

## Videografia
- 2008: Excuse Me Mama
- 2009: Just a Kiss
- 2010: Turn It Up